# Razvojni cilji novega tisočletja
Razvojni cilji novega tisočletja (angleško Millennium Development Goals) so bili množica uradno določenih svetovnih problemov, predlaganih rešitev in pokazateljev napredka. Sprejeli so jih Združeni narodi na Zboru tisočletja leta 2000, hkrati z Deklaracijo novega tisočletja (Millennium Declaration). Milenijski razvojni cilji so najobsežnejši in najbolj specifični razvojni cilji z najširšo podporo, kar jo je svet videl v svoji zgodovini.
Cilje so, večinoma nedosežene, leta 2015 zamenjali Cilji trajnostnega razvoja do leta 2030.
Cilji, njih nameni, in pokazatelji napredka so zbrani v naslednji razpredelnici:
| Nameni in cilji Deklaracije novega tisočletja | Pokazatelji razvoja |
| --- | --- |
| 1. namen: Izničenje revščine in lakote | |
| 1. cilj: Med letoma 1990 in 2015 prepoloviti število ljudi, ki živijo z manj kot dolarjem na dan. | 1.: Odstotek prebivalstva z manj kot $1/dan 1A.: Odstotek prebivalstva pod uradno mejo revščine 2.: Koeficient revščine (pogostost × stopnja revščine) 3.: Udeleženost najrevnejšega sloja v državni porabi |
| 2. cilj: Med letoma 1990 in 2015 prepoloviti število ljudi, ki trpijo lakoto. | 4.: Delež otrok, mlajših od pet let, ki so prelahki 5.: Delež prebivalstva, ki ne zadovolji svojih energetskih potreb po prehrani |
| 2. namen: Doseči splošno osnovno izobrazbo | |
| 3. cilj: Zagotoviti do bodo do leta 2015 vsi otroci, kjerkoli in ne glede na spol imeli možnost zaključiti celotno osnovno izobraževanje. | 6.: Neto razmerje vključevanja v osnovno izobraževanje 7.: Delež učencev, ki začnejo prvi razred, in pridejo do petega razreda 8.: Odstotek pismenih ljudi med petnajstim in štiriindvajsetim letom |
| 3. namen: Promovirati enakopravnost spolov in dati več moči ženskam | |
| 4. cilj: Izenačiti spola v osnovnem in srednjem šolanju do leta 2005, in na vseh stopnjah izobraževanja najkasneje do 2015. | 9.: Delež deklet in fantov v osnovnem, srednjem in višjem izobraževanju 10.: Delež pismenih žensk in moških, starih med 15 in 24 leti 11.: Delež žensk, ki prejemajo mezdno plačilo, in niso zaposlene v kmetijskem sektorju 12.: Delež mest v državnem parlamentu, ki jih zasedajo ženske |
| 4. namen: Zmanjšati smrtnost otrok | |
| 5. cilj: Med letoma 1990 in 2015 za dve tretjini zmanjšati smrtnost otrok, mlajših od pet let. | 13.: Število mrtvih otrok, mlajših od pet let 14.: Število umrlih dojenčkov 15.: Odstotek eno leto starih otrok, cepljenih proti ošpicam |
| 5. namen: Izboljšati zdravje mater | |
| 6. cilj: Med letoma 1990 in 2015 za dve tri četrtini zmanjšati umrljivost mater. | 16.: Število umrlih mater 17.: Delež rojstev ob spremljavi izšolanega zdravstvenega kadra |
| 6. namen: Boj proti Hivu/Aidsu, malariji in ostalim boleznim | |
| 7. cilj: Do leta 2015 ustaviti, in začeti krčiti razširjenost Hiva/Aidsa | 18.: Prisotnost HIV med petnajst do 24 let starimi nosečnicami 19.: Odstotek kondomov med uporabljenimi kontracepcijskimi sredstvi 19A.: Uporabljenost kondoma pri zadnjem zelo nevarnem spolnem odnosu 19B.: Odstotek prebivalstva med petnajstim in 24. letom starosti, ki dobro poznajo HIV/AIDS 19C.: Razširjenost sredstev za preprečevanje zanositve 20.: Količnik obiskovanja pouka sirot in otrok s starši, starih med deset in štirinajst let |
| 8. cilj: Do leta 2015 ustaviti, in začeti krčiti napredovanje malarije in drugih nevarnih bolezni. | 21.: Razširjenost in stopnja smrtnosti zaradi malarije 22.: Delež prebivalstva v krajih z malarijo, ki uporabljajo učinkovita sredstva za preprečevanje in zdravljenje le-te 23.: Razširjenost in stopnja smrtnosti zaradi tuberkoloze 24.: Odstotek primerov tuberkoloze odkritih in zdravljenih z DOTS (mednarodno priporočena strategija za nadzor tuberkoloze) |
| 7. namen: Zagotoviti okoljsko trajnost | |
| 9. cilj: Vključiti načela trajnostnega razvoja v državne politike in programe ter ustaviti izgubo naravnih dobrin. | 25.: Delež kopnega, prekritega z gozdovi 26.: Delež zavarovanih kopenskih in morskih naravnih območij 27.: Poraba energije (v kilogramih nafte) na $1 BDP 28.: Oddan ogljikov dioksid na prebivalca in poraba CFC plinov, ki razkrajajo ozon 29.: Delež prebivalstva, ki uporabljajo trda goriva |
| 10. cilj: Do leta 2015 prepoloviti odstotek ljudi brez vzdržljivih možnosti dostopa do pitne vode in osnovnega zdravstva in higiene. | 30.: Delež prebivalstva z znosnim dostopom do izboljšanega vodnega vira, v mestih in zunaj njih 31.: Delež prebivalstva z znosnim dostopom do izboljšanega osnovnega zdravstva in higiene |
| 11. cilj: Do leta 2020 doseči bistven napredek pri kakovosti življenja vsaj 100 milijonov prebivalcev siromašnih četrti. | 32.:Delež prebivalstva z dostopom do zanesljive pravice do posesti |
| 8. namen: Razviti svetovno razvojno partnerstvo | |
| 12. cilj: Naprej razvijati odprto, s pravili podprto, predvidljivo, nediskriminatorno trgovanje in denarni sistem. Vključuje zavzetost za dobro vodstvo, razvoj in zmanjševanje revščine - tako državno kot svetovno. 13. cilj: Poskrbeti za posebne potrebe najmanj razvitih držav. Vključuje: - S carinami neobremenjen, količinsko neomejen dostop do izvoznih dobrin najmanj razvitih držav; - razširjen program zmanjšanja dolgov za zelo zadolžene revne države (HIPC) in ukinitev uradnih dvostranskih dolgov - plemenita uradna pomoč pri razvoju držav obvezanih k zmanjševanju revščine. 14. cilj: Poskrbeti za posebne potrebe kopenskih in majhnih razvijajočih se otoških držav (Prek »Programa akcij za znosen napredek malih razvijajočih se otoških držav« in izida dvajsetsekundne posebne seje generalne skupščine(General Assembly)). 15. cilj: Izčrpno skrbeti za probleme dolgov razvijajočih se držav, tako z državnimi kot meddržavnimi sredstvi, da bo dolg na dolgi rok znosen. | Uradna pomoč pri razvoju: 33.: Neto plemenita uradna pomoč (ODA); skupno, in najmanj razvitim državam, kot odstotek darovalčevega skupnega državnega prihodka 34.: Delež skupne dvostranske ODA za osnovne socialne storitve usmerjene v neki sektor(osnovna izobrazba, osnovno zdravstvo, prehrana, pitna voda in higiena) 35.: Delež prejete dvostranske uradne OECD/DAC pomoči, s katero se prosto razpolaga 36.: Prejeta ODA v kopenskih državah , kot delež skupnega državnega prihodka 37.: Prejeta ODA v majhnih, razvijajočih se otoških državah, kot delež skupnega državnega prihodka Tržni dostop: 38.: Delež uvoženih dobrin (po vrednosti, brez orožja) iz razvijajočih se in najmanj razvitih držav, sprejetih brez davka in carine 39.: Povprečne dajatve za tekstil, obleke in pridelke, uvožene iz razvijajočih se držav, ki jih zahtevajo razvite države 40.: Ocena pomoči kmetijstvu držav OECD, kot odstotek kosmatega družbenega proizvoda 41.: Delež plemenite uradne pomoči namenjene za razvoj tržnih zmogljivosti Znosnost dolgov: 42.: Skupno število držav, ki so doseglje »HIPC odločitvene točke« in število držav ki so dosegle »HIPC izpolnitvene točke« 43.: Razbremenitev dolgov sprejeta zaradi pobude HIPC 44.: "debt service" kot odstotek izvoznih dobrin in storitev |
| 16. cilj: V sodelovanju z razvijajočimi se državami razviti in izvršiti strategije primernega in produktivnega dela mladih. | 45.: Stopnja nezaposlenosti mladih med petnajstim in 24. letom, skupaj in po spoloma |
| 17. cilj: V razvijajočih se državah v sodelovanju z lekarniškimi podjetji ponuditi dostop do privoščljivih bistvenih zdravil. | 46.: Delež prebivalstva z dostopom do cenovno dostopnih osnovnih zdravil na trajnostni način |
| 18. cilj: V sodelovanju z zasebnim sektorjem narediti prednosti novih tehnologij bolj dostopne, še zlasti informacije in komunikacijo. | 47.: Število stacionarnih telefonov in mobilnih telefonov na 100 prebivalcev 48A.: Število uporabljenih osebnih računalnikov na 100 prebivalcev 48B.: Število uporabnikov interneta na 100 prebivalcev |